# Risto Lakić
Risto Lakić, cyr. Ристо Лакић (ur. 3 lipca 1983 w Titogradzie) – czarnogórski piłkarz, występujący na pozycji prawego obrońcy. Karierę rozpoczynał w Budućnosti Podgorica, następnie był zawodnikiem Partizana Belgrad. W 2008 na zasadzie wolnego transferu przeszedł do Vojvodiny Nowy Sad, w której rozegrał 13 ligowych meczów, a po zakończeniu sezonu 2009/2010 stał się wolnym graczem.